# Italo Zamberletti
Italo Zamberletti (Milano, 14 marzo 1904 – Buccinasco, 16 gennaio 1981) è stato un calciatore e allenatore di calcio italiano, di ruolo portiere.

## Carriera

### Giocatore
Iniziò la sua carriera nell'Inter, in cui giocò dal 1921-1922 al 1926-1927, fungendo spesso da secondo portiere.
Dopo esperienze al Fanfulla e alla SPAL, nel 1929 si trasferì al Lecce, in Serie B, in cui disputò da titolare il primo campionato di Serie B, per poi militare dal 1930 al 1932 nel Bari contribuendo alla prima promozione della squadra pugliese in Serie A.
Nel 1931-1932 disputò il suo unico campionato di Serie A a girone unico col Bari, quindi proseguì la carriera con Novara (due stagioni in Serie B) e Sanremese (tre stagioni in Serie C), e successivamente in Francia con Rennes e Monaco.

### Allenatore
Allenò l'Ambrosiana-Inter insieme a Giuseppe Peruchetti nella stagione 1940-1941 ottenendo un secondo posto in campionato dietro al Bologna.
Successivamente allenò in Serie C il Padova ed il Lecco.

## Palmarès

### Giocatore

#### Competizioni nazionali
- Prima Divisione: 1

Sanremese: 1934-1935 (girone D)